# Cesare Arzelà
Cesare Arzelà (Santo Stefano di Magra, 6 marzo 1847 – Santo Stefano di Magra, 15 marzo 1912) è stato un matematico italiano, noto soprattutto per i suoi contributi alla teoria delle funzioni di variabile reale.

## Biografia
Si formò alla Scuola Normale Superiore di Pisa, dove si laureò nel 1869, e successivamente insegnò presso le Università di Palermo (cattedra di algebra) nel 1878 e di Bologna (cattedra di calcolo) dal 1880 fino alla sua morte.
Individuò una condizione necessaria e sufficiente per la continuità della somma di una serie di funzioni continue.